# سیارک ۱۳۷۹۳
سیارک ۱۳۷۹۳ (به انگلیسی: 13793 Laubernasconi، نامگذاری:1998VB4) سیزده هزار و هفتصد و نود و سومین سیارک کشف شده‌است که در ۱۱ نوامبر ۱۹۹۸ کشف شد.
قدر مطلق سیارک برابر ۱۳٫۶۰ است.